# Distretto di Vohipeno
Il distretto di Vohipeno è un distretto del Madagascar situato nella regione di Vatovavy-Fitovinany. Ha per capoluogo la città di Vohipeno.
La popolazione del distretto è di 144 344 abitanti (censimento 2011).